# Michele D'Auria
Don Michele D'Auria (Gragnano, 16 novembre 1915 – Castellammare di Stabia, 28 ottobre 2003) è stato un religioso e militare italiano,  decorato con la medaglia d'argento al valor militare nella campagna di Russia 1943-1946.
Nato a Gragnano (NA), il 16 novembre 1915, divenne sacerdote il 26 maggio 1938, svolgendo gli incarichi di insegnante e di parroco. Partì volontario di guerra, nel febbraio 1942.
Assegnato al 201º Ospedale da Campo della Divisione "Ravenna", giudicando non confacente ad un “volontario” tale assegnazione, chiese ed ottenne l'assegnazione a un reparto operativo.
Trasferito al XXX Battaglione del Genio Alpino, fu impegnato anche nei combattimenti. Catturato il 26 gennaio 1943 varcò la frontiera del rimpatrio il 19 luglio 1946. Di nuovo parroco e docente, divenne canonico nella Cattedrale di Castellammare di Stabia.
Nel 1986 fu nominato Cappellano Nazionale dalla F.N.A.I. (Federazione Nazionale Arditi d'Italia).
Il 31 luglio 1988 sul Monte Piana ha benedetto la Campana dell'Amicizia e della Concordia, realizzata dall'alpino Sergio Paolo Sciullo della Rocca.
Fu autore di alcune biografie e resoconti di guerra, in particolare sulla Campagna di Russia.
Della sua produzione autobiografica e memorialistica si è occupata la rivista 'Bonus Miles Christi' che lo definì "scrittore e narratore efficace"
.
Muore a Castellammare di Stabia assistito amorevolmente dalle sue nipoti il 28 ottobre 2003.